# Mohammed Akensus
 (mai 2017).
Si vous disposez d'ouvrages ou d'articles de référence ou si vous connaissez des sites web de qualité traitant du thème abordé ici, merci de compléter l'article en donnant les références utiles à sa vérifiabilité et en les liant à la section « Notes et références ».
Mohammed Akensus (en arabe : محمد أكنسوس) ou Akensous, de son nom complet Abu Abdallah Mohammed ben Ahmad Akensus al-Marrakushi (en arabe : أبو عبد الله محمد بن أحمد أكنسوس المراكشي), né en 1797 à Souss et mort en 1877, est un historien marocain et ministre sous Moulay Slimane et Moulay Abderrahmane. Il est issu de la tribu berbère d'Ida-U-Kensus qui vivait dans la région de Souss, au sud du Maroc. 
Il écrivit sur le règne de Mohammed III, et est l'auteur d'Al-Djaish al-aramram (The Great Army).